# Assanté
Assanté är en ort i Benin. Den ligger i den södra delen av landet, 190 kilometer norr om huvudstaden Porto-Novo. Assanté ligger 162 meter över havet och antalet invånare är 7 628.
Terrängen runt Assanté är platt. Runt Assanté är det ganska glesbefolkat, med 48 invånare per kvadratkilometer.. Det finns inga andra samhällen i närheten.
Omgivningarna runt Assanté är huvudsakligen savann.